# Le Choix de Macha

Le Choix de Macha est un téléfilm franco-belge réalisé par Marianne Lamour réalisé en 2002. Il dure 110 minutes.

## Synopsis
Créatrice d'une entreprise d'accessoires de mode, Macha, 37 ans, file le parfait amour avec Eduardo, un universitaire brésilien. Si elle se plaît à parrainer des orphelins d'Afrique, cette jolie femme indépendante ne désire pas d'enfant. Son époux Pierre, blessé par son refus catégorique de maternité, l'a d'ailleurs quittée deux ans plus tôt. Depuis, elle collectionne les aventures et prend la poudre d'escampette sitôt que son soupirant manifeste le désir d'une existence stable. Si Hortense, sa grand-mère âgée de 82 ans, soutient sans réserve Macha dans ses choix, Anne-Marie, sa mère, condamne avec virulence un mode de vie qu'elle se refuse à comprendre. Aussi Macha a-t-elle caché aux siens, à l'exception de sa mamie, sa liaison avec Eduardo. Mais, un beau matin, Hortense gaffe : elle révèle l'existence du beau Sud-Américain. Anne-Marie invite, illico presto, les tourtereaux à déjeuner et assaille sa fille Macha de questions aussi indiscrètes que cruelles...

## Fiche technique
- Réalisation : Marianne Lamour
- Scénario : Marianne Lamour et Jean Bigot
- Photographie : Pierre Gordower
- Musique : Christian Gaubert
- Date diffusion :
  -  Belgique : 16 septembre 2002 sur La Une, suivi du débat de L'Écran témoin[1].
  -  France : 24 janvier 2004

## Distribution
- Marie Bunel : Macha
- Patrick Catalifo : Eduardo
- Tsilla Chelton : Hortense
- Francine Bergé : Anne-Marie
- Stéphane De Groodt : Fanfan
- Anne Flori : Noëmie
- Carole Weiss : Fanny
- Marco Bisson : Pierre
- Michel Franssen : Jacques
- Olivier Darimont : Antoine
- Delphine Bibet : Laure
- Nathalie Laroche : Sarah

## Tournage
Le téléfilm a été tourné en Belgique au printemps 2002.

## Accueil critique
Le Soir qualifie le téléfilm de « production franco-belge de qualité » soulignant le travail de la réalisatrice, Marianne Lamour, qui « traite son sujet avec finesse, sensibilité et sans juger », « nourrit cette comédie dramatique de réflexions sur la vie et apporte une jolie note de poésie en développant notamment la relation qui unit Macha à sa grand-mère ». De son côté, La Dernière Heure/Les Sports juge le « thème peu habituel et hors du formatage télévisuel » et parle d'un « joli moment de télévision, servi par une distribution de grande qualité ». Le journal belge regrette, cependant, que « le téléfilm semble souffrir du manque de temps inhérent à la réalisation de ce type d'oeuvre [et que] pas mal de scènes se succèdent de manière trop superficielle ». Le Monde parle d'un « moment de bonheur » grâce au « duo créé par Marie Bunel, au charme incontestable, et Patrick Catalifo, un des acteurs les plus sympathiques du moment » mais reproche le côté caricatural des parents de Macha.